# Angelika Redder
Angelika Redder (* 5. September 1951 in Düsseldorf) ist eine deutsche Germanistin.

Angelika Redder studierte Germanistik, Allgemeine Sprachwissenschaft, Geographie und Philosophie an der Universität Düsseldorf. Das Erste Staatsexamen erfolgte 1976 in den Fächern Deutsch, Linguistik und Erdkunde. Im Jahr 1983 wurde sie bei Dieter Wunderlich in Düsseldorf mit einer Arbeit über Modalverben im Unterrichtsdiskurs promoviert. 1989 erfolgte die Habilitation an der Universität Münster mit der Schrift „Grammatiktheorie und sprachliches Handeln: ‚denn‘ und ‚da‘“. Sie war wissenschaftliche Mitarbeiterin bei Wunderlich in Düsseldorf (1978 bis 1980) und an der Universität Hannover (1980–1983). Von 1984 bis 1989 war sie in Münster als Hochschulassistentin tätig. Redder lehrte als Professorin in Hannover (1989–1990) und München (1990–2003). 
Von 2003 bis zu ihrem Eintritt in den Ruhestand Ende März 2017 lehrte sie als Professorin für Germanistik an der Universität Hamburg. Ihre Abschiedsvorlesung hielt sie am 25. Januar 2017 über Mehrsprachigkeitstheorien – oder überhaupt Sprachtheorien? Von 2000 bis 2003 war sie erste Vorsitzende der Deutschen Gesellschaft für Sprachwissenschaft. Von 2005 bis 2015 war sie Direktorin des Zentrums für Sprachwissenschaft (ZfS) an der Universität Hamburg. Von Oktober 2009 bis November 2010 war sie kommissarische Dekanin der Fakultät für Geisteswissenschaften in Hamburg. Sie war von 1997 bis 2001	Vorstandsmitglied im Deutschen Germanistenverband. Redder ist ordentliches Mitglied der Akademie der Wissenschaften in Hamburg.  
Ihre Forschungsschwerpunkte sind die Linguistische Pragmatik (Diskurs- und Textanalyse, Kommunikation in Institutionen, interkulturelle Kommunikation), die Funktionale Grammatik, die Wissenschaftskommunikation sowie die Linguistische Empirie.

## Schriften
Monografien
- Mehrsprachigkeit für Europa – sprachen- und bildungspolitische Perspektiven. Duisburg 2008, ISBN 978-3-924110-74-1.
- Modalverben im Unterrichtsdiskurs. Pragmatik der Modalverben am Beispiel eines institutionellen Diskurses. Tübingen 1984, ISBN 3-484-31054-5.
- „Effektiv studieren“. Texte und Diskurse in der Universität. Oldenburg 2002, ISBN 3-924110-98-0.

Herausgeberschaften
- Diskurse und Texte. Festschrift für Konrad Ehlich zum 65. Geburtstag. Tübingen 2007, ISBN 3-86057-637-2.